# ایندیاناپلیس ۵۰۰ ۲۰۲۳
ایندیاناپولیس ۵۰۰ فصل ۲۰۲۳ که با نام صد و هفتمین رویداد ایندیاناپلیس ۵۰۰ نیز شناخته میشود یک مسابقه ۵۰۰ مایلی (۸۰۴.۷ کیلومتری، ۲۰۰ دور) یک مسابقه از فصل ۲۰۲۳ سری ایندی‌کار بود که روز یکشنبه ۲۸ ماه مه در پیست ایندیاناپلیس موتور اسپیدوی در ایندیانا، ایالات متحده برگزار شد. تمرین های قبل از مسابقه در پیست از ۱۶ مه آغاز شد اما به دلیل باران و شرایط جوی لغو و در روز ۱۷ مه برگزار شد. 
مارکوس اریکسون همراه با چیپ گاناسی ریسینگ به عنوان مدافع برد وارد این مسابقه میشد. تونی کنان، قهرمان سری ایندی‌کار در سال ۲۰۰۴ و برنده ایندیاناپولیس ۵۰۰ ۲۰۱۳ اعلام کرد که پس از این مسابقه بازنشسته می شود. الکس پالو پول پوزیشن این مسابقه را کسب کرد، اولین پول پوزیشن خود در ایندیاناپولیس و هشتمین پول پوزیشن تیم چیپ گاناسی ریسینگ. میانگین سرعت الکس پالو در تعیین خط ۲۳۴.۲۱۷ مایل در ساعت (۳۷۶.۹۳۶ کیلومتر در ساعت) بود که رکورد جدیدی را برای سریعترین میانگین سرعت در تعیین خط ایندیاناپولیس ۵۰۰ ثبت می‌کرد.